# روبن وود
روبن وود (بالإنجليزية: Reuben Wood) هو قاضي ومحامي ودبلوماسي وسياسي أمريكي، ولد في 1792 في مقاطعة روتلاند في الولايات المتحدة، وتوفي في 1 أكتوبر 1864 في كليفلاند في الولايات المتحدة. حزبياً، نشط في الحزب الديمقراطي. وقد انتخب Supreme Court of Ohio ‏ وانتخب حاكم ولاية أوهايو ‏ (12 ديسمبر 1850 – 13 يوليو 1853).